# Зинзиков, Фёдор Васильевич
Фёдор Васильевич Зинзиков (5 сентября 1914 — 29 марта 1992) — командир пулемётного взвода 436-го стрелкового полка, Полный Кавалер ордена Славы.

## Биография
Родился в деревне Алышино Севском районе Брянского уезда в крестьянской семье. Русский.
Имел начальное образование.
Переехал в Сталино, работал формовщиком на кирпичном заводе. Позже переехал в Гуляйполе.
В 1943 году воевал в Красной армии в 1-м Украинском фронте.
Принимал участия в Битве за Днепр, Киевской наступательной и оборонительной операции, Житомирско-Бердичевской операции и т. д.
27 января 1944 году командир расчета станкового пулемета Зинзиков способствуя продвижению роты, уничтожил огневую точку и 10 немецких солдат.
17 февраля 1944 году приказом командира 155-й стрелковой дивизии получил орден Славы 3-й степени.
10 августа 1944 году получил орден Славы 2-й степени.
Во время Будапештской операции овладел железнодорожной станцией Ракоши на окраине Будапешта.
Победу встретил в Вене.
15 мая 1946 году Указом Президиума Верховного Совета СССР был удостоен орденом Славы 1 степени, за образцовое выполнение боевых задач.
После войны вернулся в Гуляйполе, где работал кочегаром на фабрике.
Скончался 29 марта 1992 году.

## Награды
- Орден Славы 1-й, 2-й, 3-й степени
- Медаль «За победу над Германией в Великой Отечественной войне 1941—1945 гг.»
- Медаль «За взятие Будапешта»
- Орден Отечественной войны 1 степени